# 노팅힐게이트

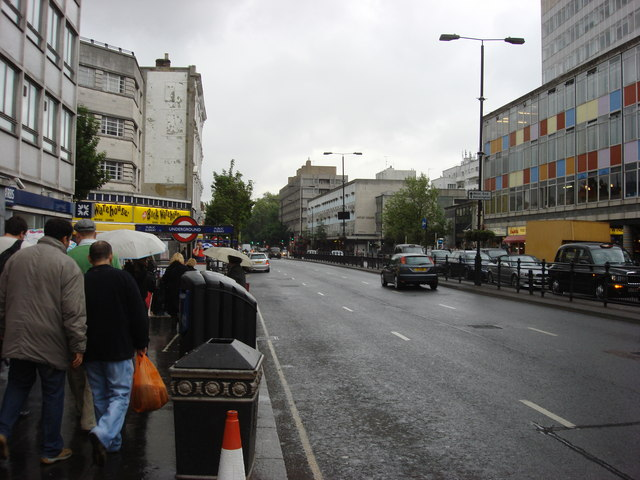
노팅힐게이트

노팅힐게이트(Notting Hill Gate)은 잉글랜드 런던 노팅힐의 거리 중 하나이다. 본래 이 곳은 유료 도로 요금소였으나, 19세기에 철거되었다.